# Albert Musons i Agell
Albert Musons i Agell (Vila de Gràcia 1952 - 30 d'octubre del 2007) va ser periodista de professió i historiador local gracienc. Emblemàtic conseller del Districte de Gràcia des de l'any 1997 i fins al 2007 pel PSC, va ocupar les conselleries d'Urbanisme, Esports i, de forma especial, la de Cultura, en la qual va destacar per la implicació amb el teixit associatiu gracienc. Membre de diverses entitats de la Vila de Gràcia, com el Taller d'Història de Gràcia o els Castellers de la Vila de Gràcia, va ser també membre fundador del Grup 1850 i patró de la Fundació Orfeó Gracienc.
Albert Musons va morir el 30 d'octubre de 2007 en no poder superar una crisi cardíaca.

## Vida política
Musons va començar a militar en el PSC l'any 1978 i s'hi va quedar per sempre. Els darrers anys de la seva vida política es va sentir ignorat pel seu propi partit, d'aquí que des d'altres partits se l'intentés atraure cap a les seves files. Tanmateix, es mantingué fidel a la seva decisió inicial i no se'n donà mai de baixa. Formà part de diferents executives i estigué present a l'Ajuntament amb diferents càrrecs. Tanmateix, no haver aconseguit ser Regidor de Gràcia ho va considerar el seu major disgust polític.

### Càrrecs polítics a l'Ajuntament de Gràcia
- 1997-2007 - Conseller de Cultura i Comunicació de Gràcia
- 1999-2003 - Vicepresident del Districte de Gràcia

A l'agrupació local del PSC de Gràcia, ocupava el càrrec de Vice-primer secretari.

## Vida professional
Fou director de la revista Carrer Gran des de la seva fundació el 1979 fins al 1988.
Des de 1988 treballava al Col·legi de Periodistes de Barcelona, essent-ne secretari tècnic en el moment de la seva mort.

### Llibres propis
- Pregoners d'una vila lliure. Història de la premsa gracienca. Edició: Taller d'Història de Gràcia. Any 1999. 1a edició. Núm. de pàgs.: 137
- La gent del fulard. Història del moviment escolta a Gràcia. Autors: Gerard Maristany i Albert Musons. Edició: Taller d'Història de Gràcia. Any 2002. 1a edició. Núm. de pàgs.: 159
- Gent de Gràcia.Edició: Lluïsos de Gràcia. Guies temàtiques
- Gent de Gràcia (2). Edició: Lluïsos de Gràcia. Guies temàtiques
- Del Desencant a la contra-informació. La premsa de Barris a Barcelona. 1976-2001. Autors: Gerard Maristany/Albert Musons Edició: Col·lecció Vaixells de Paper. Pàg. 159
- Les colles de Sant Medir Història, llegenda i tradició. Edició: Relacions ciutadanes i institucionals. Ajuntament de Barcelona. Any 2007. Núm. de pàgs: 71
- Lluïsos de Gràcia 1855-2005 Una crònica de 150 anys. Edició: Lluïsos de Gràcia. Any 2005

### Col·laboracions en llibres col·lectius
- Barcelona: Gràcia. Edició: Columna Edicions S.A. Any 1995. Núm. de pàgs.: 61
- Gràcia, Festa Major(1894-1947). Edició: Columna Edicions S.A. Any 1997. Núm. de pàgs.: 61
- Gràcia, Festa Major (1948-1997). Edició: Columna Edicions S.A. Any 1998. Núm. de pàgs.: 61
- Barcelona: El Coll-Vallcarca II. Edició: Columna Edicions S.A. Any 2001. Núm. de pàgs.: 61
- Xiquets ahir, Castellers per sempre. Vila de Gràcia (1876-2002). Edició: Taller d'Història de Gràcia. Any 2002. 1a edició. Núm. de pàgs.: 111